# Young Hearts (film, 2024)
A Young Hearts egy 2024-es coming-of-age (felnövéstörténet) filmdráma, amelyet Anthony Schatteman írt és rendezett, ezzel bemutatkozva első nagyjátékfilmes rendezőként. A film egy 14 éves fiú, Elias történetét meséli el, aki beleszeret új szomszédjába, a vele egykorú Alexanderbe.
A belga-holland koprodukciót beválogatták a 74. Berlini Nemzetközi Filmfesztivál Generation Kplus szekciójába, ahol 2024. február 17-én tartották a világpremierjét, és versenyzett a legjobb filmnek járó Kristály Medvéért.

## Cselekmény
Elias, egy átlagos, 14 éves belga vidékről származó fiú aki barátságot köt új szomszédjával, Alexanderrel, egy magabiztos és határozott brüsszeli fiúval. Ahogy egyre közelebb kerülnek egymáshoz, Alexander elárulja, hogy szerelmes volt egy fiúba, és megkérdezi Eliast, hogy tapasztalt-e már igaz szerelmet. Ez a kérdés mélyen megragad Elias gondolataiban, és új érzéseket ébreszt benne.
Elias először kezdi megérteni érzelmei mélységét, miközben beleszeret Alexanderbe. Azonban a megítéléstől és az elutasítástól való félelem eluralkodik rajta, ezért tagadja érzéseit. Hogy elrejtse az igazságot, eltávolodik barátaitól, családjától és Alexandertől. A magány és a bánat teljesen felemészti, miközben küzd döntéseinek súlyával.
Egy szívhez szóló beszélgetés a nagyapjával, aki elmeséli neki a felesége iránt érzett örök szerelmét, arra ösztönzi Eliast, hogy szembenézzen a félelmeivel. Rájöjön, hogy a szerelem túl fontos ahhoz, hogy elszalassza. Bátorságot gyűjt ahhoz, hogy kibéküljön Alexanderrel, és elindul azon az úton, hogy elfogadja érzéseit és a szerelem érzését Alexander iránt.
Ez az érzékeny coming-of-age (felnövéstörténet) az identitással, az önelfogadással és a szívünk követéséhez szükséges bátorsággal foglalkozik és mutatja meg.

## Szereplők
- Lou Goossens mint Elias
- Marius De Saeger mint Alexander
- Geert Van Rampelberg mint Luk (Elias apja)
- Emilie De Roo mint Nathalie (Elias anyja)
- Dirk Van Dijck mint Fred (Elias nagyapja)
- Saar Rogiers mint Valerie (Alexander barátja és Elias barátnője/barátja)
- Jul Goossens mint Maxime (Elias testvére)
- Wim Opbrouck mint Tony bácsi (Alexander nagybátyja)
- Florence Hebbelynck, mint Pia néni (Alexander nagynénje)
- Olivier Englebert mint Marc (Alexander apja)

## Gyártás
A Young Hearts Anthony Schatteman első nagyjátékfilmes rendezése, melynek főszerepeiben Lou Goossens és Marius De Saeger látható, míg Geert Van Rampelberg, Emilie De Roo és Dirk Van Dyck fontos mellékszerepeket alakítanak. A filmet a Polar Bear készítette, belga Kwassa Films és holland Family Affair Films koprodukciójában.
A film fejlesztése 2019-ben kezdődött és négy évet ölelt fel. A film gyártását Anthony Schatteman először 2022. május 31-én jelentette be egy Facebook-bejegyzésben. A produkciós csapat hat hónapot töltött a megfelelő forgatási helyszínek keresésével. Az első nyilvános szereplőválogatás 2022. szeptember 20-án indult, és a főszerepeket 11 és 18 év közötti fiúkkal kívánták betölteni. Anthony Schatteman rendező és legjobb barátja, a film gyerekekkel foglalkozó tanácsadója, Oliver Roels több mint 1.500 meghallgatást néztek át. Marius De Saeger volt az első színész, akit kiválasztottak, mivel személyisége és magánélete szoros párhuzamot mutatott Alexander karakterével. Lou Goossens később Elias szerepére lett kiválasztva, mivel természetes kapcsolat alakult ki közte és Marius De Saeger között, valamint magánélete hasonlóságokat mutatott a karakterével. A forgatás 2023 augusztusában kezdődött és 28 nap alatt fejeződött be.
A film története erősen épít Schatteman saját fiatalkorára és személyes tapasztalataira. A Teddy Awarddal készült interjúban úgy írta le, mint a filmet, amit 'szüksége lett volna, vagy szeretett volna látni' tinédzserkorában. Schatteman célja egy univerzális coming-of-age (felnövéstörténet) létrehozása volt, amely minden korosztály számára érdekes és élvezhető. Hangsúlyozta a film romantikus fókuszát, amelyet saját életéből merített, és azt a szándékot, hogy erős érzelmeket váltson ki. A történet az identitás, az önfelfedezés és a felnövés küzdelmeinek témáira összpontosít.

## Megjelenés
A Young Hearts világpremierje 2024. február 17-én volt a 74. Berlini Nemzetközi Filmfesztivál keretében, a Generation Kplus szekcióban. A filmet emellett 50. Seattle-i Nemzetközi Filmfesztiválon is bemutatták 2024 májusában és a 77. Cannes-i FilmfesztiválCannes Écrans Juniors szekciójában is levetítették 2024. május 22-én. Kanadában a film premierje az Inside Out Film- és Videófesztiválon volt 2024. május 28-án, a Centerpiece Gálán.
A film szerepelt a 64. Zlín Filmfesztivál Nemzetközi Versenyprogramjában, a junior kategóriában, 2024. június 2-án. A fesztivál egy csehországi nemzetközi filmfesztivál, amely gyermekeknek és fiataloknak szól. A film versenyzett az Iris Prize Legjobb Játékfilm Díjáért, és 2024. október 10-én mutatták be.
A filmet 2024. december 18-án mutatta be a belga mozik a Kinepolis Film Distribution forgalmazásában. A filmet 2024. december 19-én mutatták be a holland mozikban. Bár a film világpremierje 2025 elejére várható, Anthony Schatteman író és rendező egy interjúban elárulta, hogy az Egyesült Államokban 2025. február 14-én kerül a mozikba. .

## Fogadtatás
Aurore Engelen a Berlinalén, a Cineuropa számára írt filmkritikájában úgy fogalmazott: „A Young Hearts egy autentikus coming-of-age (felnövéstörténet), amely egy gyönyörű, queer szerelmi történettel gazdagítja a meglévő családi filmeket."
Catherine Bray a Variety magazinban dicsérte Lou Goossens-t, amiért „képes természetes módon és  finoman kifejezni a belső vívódás árnyalatait, annak ellenére, hogy még ilyen fiatal”. A rendezőt, Anthony Schattemant is méltatta, és úgy írta: „Rendezése nyugodt és magabiztos, ami nem mindig jellemző egy debütáló rendezőre.” A kritikáját lezárva pedig úgy vélekedett: „A Young Hearts, bár enyhébb és kevésbé szembetűnően érzelmes, de az őszinte és valódi érzelmi tisztaságával sikeresen éri el a céljait.”
Hayley Croke a Berlinalén, a Loud And Clear Reviews számára írt filmkritikájában 3,5 csillagot adott, és így fogalmazott: „A Young Hearts gyönyörűen mutatja be az első szerelem érzéseit, teljes egészében.” Croke végül hozzátette: „Bár egy szerelmi történet, a Young Hearts valójában egy történet arról, hogy hogyan találunk rá önmagunkra fiatalként, és milyen döntéseket kell hoznunk ahhoz, hogy megtaláljuk, kik vagyunk.”
Amber Wilkinson a Berlinalén, az Eye For Film számára írt filmkritikájában 3,5 csillagot adott, és így fogalmazott: „Ez a coming-of-age (felnövéstörténet) finoman felfedezi azokat a bizonytalanságokat, amelyeket egy tinédzser tapasztal, miközben felfedezi a szexualitását.” Wilkinson véleménye szerint: „Lehet, hogy a film kicsit érzelgős, de Anthony Schatteman filmjének szíve a megfelelő helyen van.”
Laslo Rojas Contreras a Berlinalén, a Cinencuentro számára írt filmkritikájában így fogalmazott: „A Young Hearts egy olyan film, amely pozitív képet mutat a meleg kapcsolatokkal kapcsolatban, és próbálja megkérdőjelezni a társadalomban még mindig meglévő sztereotípiákat és előítéleteket, bár talán egy kicsit túl enyhe módon a mai időkhez képest.”
Alexa Dalby a Berlinalén, a Dog and Wolf számára írt filmkritikájában három csillagot adott, és így fogalmazott: „A fiúk alakítása kiemelkedő.” A kritikáját lezárva Dalby arra is kíváncsi volt: „Mennyire befolyásolta a filmet a Candi Staton 1976-os diszkószáma, a Young Hearts Run Free?”

## Díjak és elismerések
A filmet beválogatták a Generation Kplusba a 74. Berlini Nemzetközi Filmfesztiválon, így jelölték a Kristály Medvéért.
| Díj                                                                  | Dátum                | Kategória                                           | Díjazott           | Eredmény |
| -------------------------------------------------------------------- | -------------------- | --------------------------------------------------- | ------------------ | -------- |
| Berlini Nemzetközi Filmfesztivál                                     | 2024. február 25.    | Gyermekzsűri Generáció Kplusz: Különdíj             | Anthony Schatteman | Elnyerte |
| Berlini Nemzetközi Filmfesztivál                                     | 2024. február 25.    | Teddy Award a Legjobb Játékfilmért                  | Anthony Schatteman | Jelölve  |
| Freiburgi Meleg Filmfesztivál                                        | 2024. május 8.       | 2024-es Közönségdíj                                 | Anthony Schatteman | Elnyerte |
| Seattle-i Nemzetközi Filmfesztivál                                   | 2024. május 19.      | SIFF 2024 Új Rendezők Versenye: Különdíj            | Anthony Schatteman | Elnyerte |
| Seattle-i Nemzetközi Filmfesztivál                                   | 2024. május 19.      | SIFF 2024 Futurewave Feature                        | Anthony Schatteman | Jelölve  |
| Cannes-i Filmfesztivál                                               | 2024. május 24.      | Cannes Écrans Juniors Díj Középiskolásoknak         | Anthony Schatteman | Elnyerte |
| Inside Out Film és Video Fesztivál                                   | 2024. június 1.      | Kiemelkedő Szereplés                                | Lou Goossens       | Elnyerte |
| Zlín Filmfesztivál                                                   | 2024. június 5.      | Golden Slippers Díj a Legjobb Játékfilmért Tiniknek | Anthony Schatteman | Elnyerte |
| Zlín Filmfesztivál                                                   | 2024. június 5.      | Golden Apple Díj a Közönség Választása              | Anthony Schatteman | Elnyerte |
| Connecticuti LGBTQ Filmfesztivál                                     | 2024. július 3.      | Rendezői Díj                                        | Anthony Schatteman | Elnyerte |
| Les Ciné-Rencontres de Prades Fesztivál                              | 2024. július 25.     | A Sólveig Anspach Közönségdíja                      | Anthony Schatteman | Elnyerte |
| Long Beach QFilm Fesztivál                                           | 2024. szeptember 12. | Legjobb Játékfilm                                   | Anthony Schatteman | Elnyerte |
| Long Beach QFilm Fesztivál                                           | 2024. szeptember 12. | Legjobb Szereplés                                   | Lou Goossens       | Elnyerte |
| FilmOut San Diego LGBTQ Filmfesztivál                                | 2024. szeptember 26. | Legjobb Nemzetközi Játékfilm                        | Anthony Schatteman | Elnyerte |
| FilmOut San Diego LGBTQ Filmfesztivál                                | 2024. szeptember 26. | Kiemelkedő Feltörekvő Tehetség                      | Lou Goossens       | Elnyerte |
| Oslo/Fusion Nemzetközi Filmfesztivál                                 | 2024. szeptember 30. | Legjobb Narratív Játékfilm                          | Anthony Schatteman | Elnyerte |
| Out on Film                                                          | 2024. október 7.     | A Zsűri Díja Legjobb Narratív Játékfilmért          | Anthony Schatteman | Elnyerte |
| Out on Film                                                          | 2024. október 7.     | A Zsűri Díja a Legjobb Első Filmért                 | Anthony Schatteman | Elnyerte |
| Out on Film                                                          | 2024. október 7.     | Közönségdíj Legjobb Játékfilmért                    | Anthony Schatteman | Jelölve  |
| Out on Film                                                          | 2024. október 7.     | Közönségdíj Legjobb Játékfilmért Runner-Up          | Anthony Schatteman | Elnyerte |
| OUT at the Movies Nemzetközi Filmfesztivál                           | 2024. október 9.     | Közönségdíj a Legjobb Narratív Játékfilmért         | Anthony Schatteman | Elnyerte |
| OUT at the Movies Nemzetközi Filmfesztivál                           | 2024. október 9.     | Zsűri Díja a Legjobb Narratív Játékfilmért          | Anthony Schatteman | Elnyerte |
| OUT at the Movies Nemzetközi Filmfesztivál                           | 2024. október 9.     | Zsűri Díja a Legjobb Főszereplői Szereplésért       | Lou Goossens       | Elnyerte |
| Junges Filmfesztivál Köln/Cinepänz                                   | 2024. október 12.    | Ifjúsági Zsűri a Legjobb Filmért                    | Anthony Schatteman | Elnyerte |
| Iris Prize                                                           | 2024. október 19.    | Iris Díj Legjobb Játékfilmért                       | Anthony Schatteman | Elnyerte |
| Iris Prize                                                           | 2024. október 19.    | Legjobb Szereplés Férfi Szerepben                   | Lou Goossens       | Elnyerte |
| Reeling: The Chicago LGBTQ+ Nemzetközi Filmfesztivál                 | 2024. október 22.    | Zsűri Díja Legjobb Narratív Játékfilmért            | Anthony Schatteman | Jelölve  |
| Reeling: The Chicago LGBTQ+ Nemzetközi Filmfesztivál                 | 2024. október 22.    | Közönségdíj a Legjobb Narratív Játékfilmért         | Anthony Schatteman | Elnyerte |
| New York-i Leszbikus, Meleg, Biszexuális és Transznemű Filmfesztivál | 2024. október 25.    | Legjobb Nemzetközi Játékfilm                        | Anthony Schatteman | Jelölve  |
| New York-i Leszbikus, Meleg, Biszexuális és Transznemű Filmfesztivál | 2024. október 25.    | Szereplés Különdíja                                 | Lou Goossens       | Elnyerte |
| Ale Kino! Nemzetközi Fiatal Közönség Filmfesztivál                   | 2024. december 2.    | ECFA Díj a Legjobb Játékfilmért Gyerekeknek         | Anthony Schatteman | Elnyerte |

## Fordítás
Ez a szócikk részben vagy egészben  a   Young Hearts (2024 film) című angol Wikipédia-szócikk ezen változatának fordításán alapul.  Az eredeti cikk szerkesztőit annak laptörténete sorolja fel. Ez a jelzés csupán a megfogalmazás eredetét és a szerzői jogokat jelzi, nem szolgál a cikkben szereplő információk forrásmegjelöléseként.